# Kemokinézis
A kemokinézis prokarióta vagy eukarióta sejtek kémiai jelek hatására végbemenő mozgásállapot-változása. A jelenség megjelenési formái lehetnek a  sebesség növekedése vagy csökkenése, a motilitási jellemzők amplitúdójának vagy frekvenciájának, illetve a migráció irányának változása. A kemotaxissal ellentétben, a kemokinézis esetében véletlenszerű, nem vektoriális jelleggel módosul a sejt mozgásállapota.

A random jellegből adódóan a kemokinézis mérésére alkalmas technikák részben különböznek a kemotaxis vizsgálatokban alkalmazottaktól. A kemokinézis mérésére alkalmazott egyik legmegbízhatóbb eljárás a számítógépesített ún. „checker board”-analízis, amely az egyedi sejtek migrációjáról is felvilágosítást tud adni.